# Риджвілл (Алабама)
Риджвілл (англ. Ridgeville) — місто (англ. town) в США, в окрузі Етова штату Алабама. Населення — 83 особи (2020).

## Географія
Риджвілл розташований за координатами 34°3′25″ пн. ш. 86°6′10″ зх. д. / 34.05694° пн. ш. 86.10278° зх. д. (34.056939, -86.102874).  За даними Бюро перепису населення США в 2010 році місто мало площу 2,13 км², уся площа — суходіл.

## Демографія
Згідно з переписом 2010 року, у місті мешкало 112 осіб у 46 домогосподарствах у складі 30 родин. Густота населення становила 52 особи/км².  Було 62 помешкання (29/км²).
Расовий склад населення:
| - 58,9 % — чорних або афроамериканців - 32,1 % — білих - 1,8 % — вихідців з тихоокеанських островів - 1,8 % — азіатів - 1,8 % — осіб інших рас |

До двох чи більше рас належало 3,6 %. Частка іспаномовних становила 6,3 % від усіх жителів.
За віковим діапазоном населення розподілялося таким чином: 20,5 % — особи молодші 18 років, 62,5 % — особи у віці 18—64 років, 17,0 % — особи у віці 65 років та старші. Медіана віку мешканця становила 43,0 року. На 100 осіб жіночої статі у місті припадало 103,6 чоловіків;  на 100 жінок у віці від 18 років та старших — 93,5 чоловіків також старших 18 років.
Середній дохід на одне домашнє господарство  становив 27 220 доларів США (медіана — 20 625), а середній дохід на одну сім'ю — 30 813 долари (медіана — 22 500). За межею бідності перебувало 35,9 % осіб, у тому числі 54,5 % дітей у віці до 18 років та 20,7 % осіб у віці 65 років та старших.
Цивільне працевлаштоване населення становило 32 особи. Основні галузі зайнятості: роздрібна торгівля — 25,0 %, фінанси, страхування та нерухомість — 21,9 %, освіта, охорона здоров'я та соціальна допомога — 18,8 %.